# Proasellus ruffoi
Proasellus ruffoi és una espècie de crustaci isòpode pertanyent a la família dels asèl·lids.

## Etimologia
El seu nom científic honora la figura del professor Sandro Ruffo.

## Descripció
- És de color marronós i presenta ulls desenvolupats.
- L'estructura general dels pleopodis del mascle és molt similar als mateixos apèndixs d'algunes espècies de la península Ibèrica (com ara, Proasellus chappuisi i Proasellus ibericus).[3]

## Hàbitat
És una espècie de superfície, la qual viu a l'aigua dolça.

## Distribució geogràfica
Es troba a una font de Villanova Monteleone (el nord-oest de l'illa de Sardenya, Itàlia).